# 스트리트 파이터 III: 세컨드 임팩트
《스트리트 파이터 III: 세컨드 임팩트》는 캡콤이 제작한 1997년 아케이드 대전 격투 게임이다. 같은 해 초에 발매됐던 《스트리트 파이터 III: 뉴 제너레이션》의 첫번째 업데이터판으로 마찬가지로 CP 시스템 III 기판에서 구동된다.
아쿠마, 휴고, 유리안 등 추가 플레이어 캐릭터 이외에 《스트리트 파이터 II》에 존재했던 보너스 라운드가 등장하고 캐릭터간 균형이 조정되는 등 시스템상 여러 사소한 변경점이 있었다. CPS3 게임 중 유일하게 와이드스크린을 지원하는 게임이다.
2000년 드림캐스트로 발매된 합본 《스트리트 파이터 III: 더블 임팩트》에 전작과 같이 수록됐으며, 2018년 플레이스테이션 4, 엑스박스 원, 닌텐도 스위치 및 마이크로소프트 윈도우로 발매된 합본 《스트리트 파이터 30주년 컬렉션》에 포함됐다.

## 반응
일본 잡지 게임 머신 1997년 12월 1일자에서 《스트리트 파이터 III: 세컨드 임팩트》를 그 해 세 번째로 가장 성공적인 아케이드 게임으로 선정했다.

## 참조
1. ↑  전체 제목 《스트리트 파이터 III: 세컨드 임팩트 - 자이언트 어택》(Street Fighter III 2nd Impact: Giant Attack, ストリートファイターⅢ セカンドインパクト ジャイアントアタック)